# Южнобаварский диалект
Южнобаварский диалект (нем. Südbairisch, бав. Sidboarisch) — один из трех основных баварских диалектов наряду со средне- и севернобаварским. Принадлежит к группе южнонемецких диалектов верхненемецкой подгруппы западногерманских языков. Распространён на юго-западе федеральной земли Бавария (округ Швабия), в южной Австрии (Штирия, Каринтия, Тироль) и Италии (Автономная провинция Больцано-Боцен — Южный Тироль в регионе Трентино — Альто-Адидже). Южнобаварский диалект подразделяется на две основные группы говоров: говоры Тироля и Каринтии. Также выделяются переходные баварско-алеманские говоры Тироля. Южнобаварскую диалектную основу имеет цимбрский язык в Италии и диалект готшейских немцев в Словении.

## Диалектные особенности

### Отличия южнобаварского от средне-  и севернобаварского

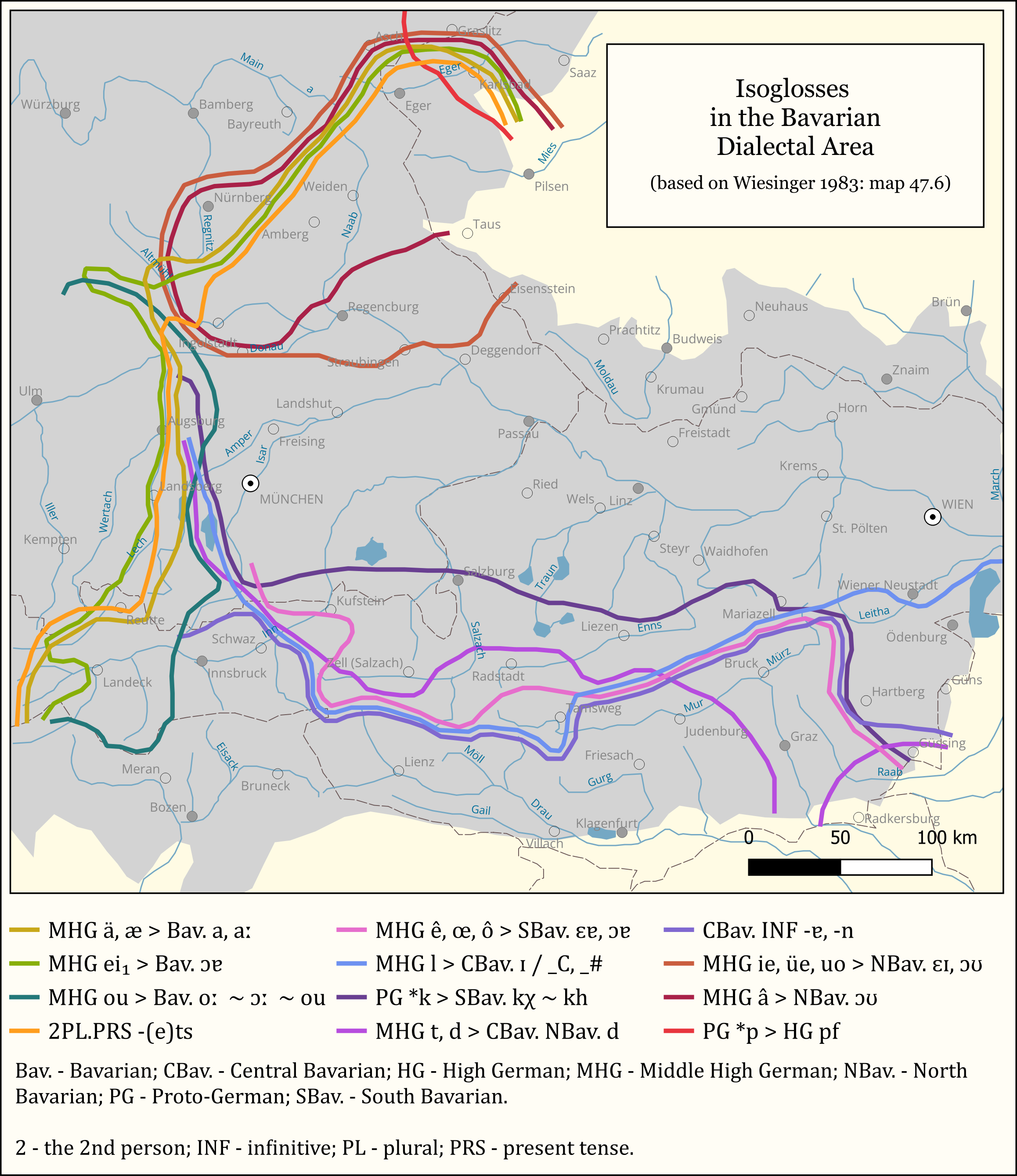
Изоглоссы баварской диалектной области

Своеобразие южнобаварского диалекта проявляется, прежде всего, при сопоставлении с распространенным к северу среднебаварским. Южнобаварский характеризуется лишь двумя важными инновациями, проивопоставленной более архаичному состоянию в среднебаварском:
- Средневерхненемецкие гласные ê, œ и ô переходят в дифтонги ɛɐ и ɔɐ: [ʒnɛɐ] Schnee 'снег', [pɛɐz] böse 'злой', [rɔɐt] rot 'красный'. В среднебаварском дифтонг встречается лишь на месте ô, а на месте ê и œ — долгий монофтонг [ɛː].[3]
- В формах 3-го лица единственного и множественного числа прошедшего времени, а также в причастии прошедшего времени окончание ассимилируется с основой, оканчивающейся на велярный или лабиальный смычный или на кластер -bn или -gn: [ɛʀ gip] er gibt 'он дает', [zi geːbmp] sie geben 'они дают', [ɛʀ zɔk] er sagt 'он говорит', [zi zɔgŋk] sie sagen 'они говорят'.[4]

Остальные отличительные особенности южнобаварского диалекта являются архаизмами:
- Аффриката [kχ] или сильно аспирированный смычный [kh], возникшие в результате втогоро германского передвижения согласных, сохраняются в южнобаварском диалекте [kχrɔɐz] Kreis 'круг', но совпадают с [g] в среднебаварском [grɔɐz] Kreis. Таким образом в южнобаварском наблюдается тройное противопоставление велярных: аффрикита [kχ] - напряженный [k] - ненапряженный [g], ср. южнобараские формы [pukχŋ] bücken 'нагибаться', [rukŋ] Rücken 'спина', [zɔːgŋ] sagen 'сказать' и среднебаварские [bukɐ] bücken, [rukŋ] Rücken, [zɔːgŋ] sagen.[5]
- Южнобаварский сохраняет различие средневерхненемецкого t и d в начале и в середине слова: [waɪtər] weiter 'дальше' vs [ʒnaɪdər] Schneider 'портной', [tɔːg] Tag 'день' vs [dɔχ] Dach 'крыша'. В средне- и севернобаварском эти звуки совпали в [d].[6]
- Южнобаварский сохраняет l перед согласными и в конце слова: [wɔld] Wald 'лес', [tɔːl] Tal 'долина'. В среднебаварском l вокализуется в [ɪ]. Часто не подвергается вокализации и r в составе окончание -er: [vɔːtər] Vater 'отец'. В восточной части Южного Тироля, в Восточном Тироле и в Каринтии в настоящее время -er вокализуется: [voːtɔ] Vater.[7]
- Южнобаварский сохраняет конечное -n вне сочетаний согласных: [waɪn] Wein 'вино', [mʊːn] Mann 'мужчина'. Среднебаварский утрачивает конечный согласный, который переходит в назализацию гласного.[8]
- Окончание инфинитива, 1-го лица множественного числа и причастия прошедшего времени -en сохраняется после ch, ck, n, m, ng, f, ff и pf в южнобаварском, но заменяется на [ɐ] в среднебаварском, ср. южнобараские формы [mɔχɐn ~ mɔχŋ] machen 'делать, делаем', [kʃtriχɐn ~ kʃtriχŋ] gestrichen 'зачеркнутый', [hɔkχɐn ~ hɔkχŋ] hacken 'рубить, рубим', [rɛnɐn] rennen 'бежать, бежим', [kʃwumɐn] geschwommen 'плававший', [ksuŋgɐn] gesungen 'спетый, певший' и среднебаварские  [mɔχɐ] machen, [gʒdriχɐ] gestrichen, [hɔkɐ] hacken, [rɛnɐ] rennen, [gʒwumɐ] geschwommen, [gzuŋɐ] gesungen.[9]

### Общебаварские особенности
Южнобаварские диалекты демонстрируют и весь комплекс особенностей, характерных для баварского языкового пространства в целом. К числу самых важных особенностей вокализма относятся следующие:
- Делабиализация средневерхненемецких передних огубленных гласных ü, ö, œ и дифтонгов üe, iu, öü: [bek] Böke ‘козлы’, [ʃtɪkχl] Stück (Dim.) ‘кусочек’, [g̥rɛɐsɐʀ] größer ‘больший’, [lɪɐb] lieb ‘дорогой’, [hæe̯sɐ] Häuser ‘дома’, [hae] Heu ‘сено’;[10]
- Переход средневерхненемецкого ei в [ɔɐ]: [t͡svɔɐ̯] zwei ‘два’.[10]
- Переход краткого и продленного a в [ɔ] и [ɔː]: [flɔʃn] Flasche ‘бутылка’, [ʃlɔ:g] schlage ‘бью’.[11][10]
- Отпадение конечного -e: [bek] Böke ‘козлы’, [ʃlɔ:g] schlage ‘бью’.[12][10]

В области консонантизма отмечаются следующие общебаварские особенности:
- Палатализация s после r и в кластере sp в середине слова: [dʊɐʃt] Durst  ‘жажда’, [ˈkaʃpɐlɛ] Kasper (Dim.) ‘Касперик’.
- Спирантизация b между гласными и l: [sɛlvɐʀ] selber ‘сам’.[10]
- Отпадение конечных -ch, -b, -g согласных в ряде слов: [buɐ] Bube ‘мальчик’, [gnuɐ] genug ‘достаточно’, [noː] noch ‘еще’, [doː] doch ‘однако’, [iː] ich ‘я’, [miː] mich ‘меня’, [diː] dich ‘тебя’, [zɪ] sich ‘себя’.[13]

Морфологические особенности:
- Окончание 2-го лица множественного числа -ets. derfts ‘вы можете’.[10]
- Окончание -at в прошедшем времени субъюнктива (Konjunktiv II): wir brauchatma das Schweizer Vorbild ‘нам нужен был бы швейцарский пример’.[13]
- Суффикс отыменных прилагательных -аt: bauchat ‘пузатый’.[14]
- Суффикс причастия настоящего времени -at: a trågate Kuh ‘носящая (беременная) корова’.[14]
- Диминутивный суффикс -l: Glasl ‘стеклышко’.[15]

Синтаксические особенности:
- Поссессивный датив: dem Vater sein Haus ‘дом отца’.[13]
- Относительные придаточные с союзом was и der/das/die was: die Kuh, die was keine Milch gibt ‘корова, которая не дает молока’.[14]
- В придаточных предложениях с союзом weil глагол занимает второе место: dem gönne ich das, weil das ist mein Freund ‘я ему это позволяю, потому что это мой друг’.[14]
- Отсутствие различия условного wenn и временного союза wann: wann ich ein Geld hätte, dann kaufte ich mir das ‘если бы у меня были деньги, тогда я бы себе это купил’.[14]
- Использование двойного отрицания: das ist keine gute Sache nicht ‘это нехорошая вещь’.[14]

Некоторые общебаварские лексемы, представленные и в южнобаварском диалекте: es ‘вы’, enkch ‘вас’, Er(ch)tag ‘вторник’, Pfinztag ‘четверг’, aft ‘потом’, Ànterer ‘селезень’, aper ‘бесснежный’, busseln ‘целовать’, Dult ‘ярмарка’, Fasching ‘карнавал’, kenten ‘зажечь’, Kirchtag ‘престольный праздник’, Kuchel ‘кухня’, Langeß ‘весна’, Maut ‘таможня’, Rauchfang ‘камин’, schauern ‘идет град’, Scher ‘крот’, Walger ‘скалка’, Zecker ‘сумка’.

## Пример текста
Текст представляет собой образец говора Южного Тироля, записанный в Мерано и изданный в 1936 году.  Анекдот строится на созвучии слов [dɐˈlɛkχt] Dialekt диалект и [təˈlɛkχt'ʀiʃ] (d)elektrich электрический.
| Южнобаварский (фонетическая транскрипция)                                                              | Литературный немецкий перевод                                                                                                | Русский перевод                                                                                  |
| --- | --- | ------------------------------------------------------------------------------------------------ |
| dëz muɐz iː ɛŋkχ ʃun vəʀˈt͡sëiln, wiɐz məʀ gɒŋgən iʃ, pɒl iː av ˈɒʃpɒχ nɔːxn dɐˈlɛkχt fʀɔːgŋ hɒn gwëlt. | Das muss ich enk schon erzlählrn, wie es mir (ge)gangen ist, (so)bald ich auf Aschbach nach dem Dialekt have fragen gewollt. | Я должен рассказать вам, что со мной случилось, когда я хотел расспрашивать о диалекте в Ашбахе. |
| dɔː tʀif iː ɐn ɒlts mandl, ˈpanʀɐ pɒŋkχ t͡suji, wiɐz gʀɔːt ʃnit͡slt.                                     | Da treffe ich ein altes Männchen, bei einer Bank hinzu, wie es gerade schnitzelt.                                            | Я встречаю одного старого мужичка на скамейке, вырезающего из дерева.                            |
| 'gʀiɐz got', zɔːg iː, 'gʀiɐz got', zɒk eʀ, hɒt ɔːwəʀ laɪ ɒ ʒiɐxz ksiχt gmɒχt                           | 'Grüß Gott', sage ich, 'Grüß Gott', sagt er, hat aber gleich ein schiehes Gesicht gemacht.                                   | "Здравствуйте!" — говорю, — "Здравствуйте!" говорит, но сразу сделал недовольное лицо.           |
| unt iː zɔːg 'ˈvɔːtəʀ, i taːt laɪ gɛɐʀn mit ɛŋkχ ɐ pisl vun dɐˈlɛkχt ʀëidn'                             | Und ich sage: 'Vater, ich täte gleich gern mit enk ein bissel vom Dialekt reden'                                             | И я говорю: "Отец, я бы хотел с Вами немного поговорить о диалекте"                              |
| 'nuɐ mɛnt͡ʃ' zɒk eʀ 'miəʀ tɪ̃ɐ̃n ˈɒlə niχt mitn təˈlɛkχt'ʀiʃn                                             | 'Nein, Mensch', sagte er, 'wir tun alle nichts mit dem (D)Elektrischen'                                                      | "Нет, нет," — говорит — "мы тут не хотим иметь дело ни с чем (д)электрическим"                   |